# 羽鳥達也
羽鳥 達也（はとり たつや、1973年 - ）は、日本の建築家。
群馬県出身。1998年、武蔵工業大学（現：東京都市大学）大学院を修了後、日建設計に入社。日建設計の設計部門ダイレクター。大規模建築での避難シミュレーションの設計経験を活かし、逃げ地図の開発を主導した。

## 代表作品
- ゲーテの家（1999年 第9回SXL国際住宅設計競技大賞）
- 神保町シアタービル（2006年 SDレビュー2006：入選　2008年 WAFBARCELONA Shortlist　2009年 日本建築家協会新人賞　2009年 アルカシア建築賞ゴールドメダル）
- ソニーシティ大崎（現：NBF大崎ビル、2012年 WAF category winner 2014年 日本建築学会賞作品賞　2014年 BCS賞本賞）
- 桐朋学園音楽部門調布キャンパス1号館（2013年 SD Review　SD賞）
- 東京藝術大学音楽学部4号館第6ホール改修（2014年）
- コープ共済プラザ（2016年、グッドデザイン賞2018）